# Stone Gods

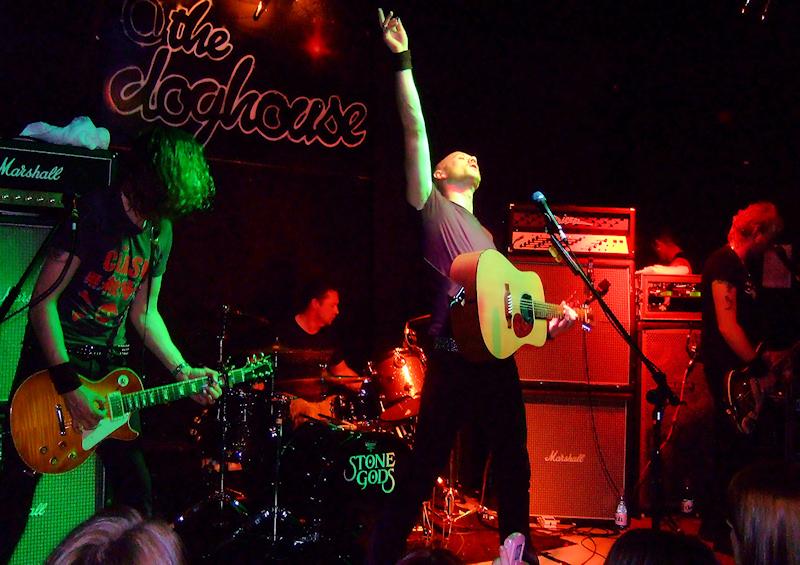
Stone Gods in 2008

Stone Gods is een Engelse hardrockband bestaande uit zanger/gitarist Richie Edwards, gitarist Dan Hawkins, bassist Toby Macfarlaine en drummer Ed Graham. Hawkins, Edwards en Graham waren eerder lid van de band The Darkness, totdat zanger Justin Hawkins (Dan's broer) de band verliet vanwege drugsproblemen. De overgebleven leden hebben toen Stone Gods opgericht, waarin Edwards zanger werd in plaats van bassist. Hun nieuwe bassist Macfarlaine heeft daarvoor onder andere in de band van ex-Blurzanger Graham Coxon gespeeld. In de loop van 2008 verliet Graham om persoonlijke redenen de band, en werd vervanden door Robin Goodridge.
In 2008 hebben Stone Gods de ep Burn the Witch uitgebracht, die 7 juli gevolgd werd door het album Silver Spoons & Broken Bones. Eind 2007 heeft de band een aantal optredens gedaan in het voorprogramma van de rockband Thin Lizzy. Ook hebben ze in 2008 supportshows gedaan voor Velvet Revolver, Airbourne en Black Stone Cherry